# Havis Amanda

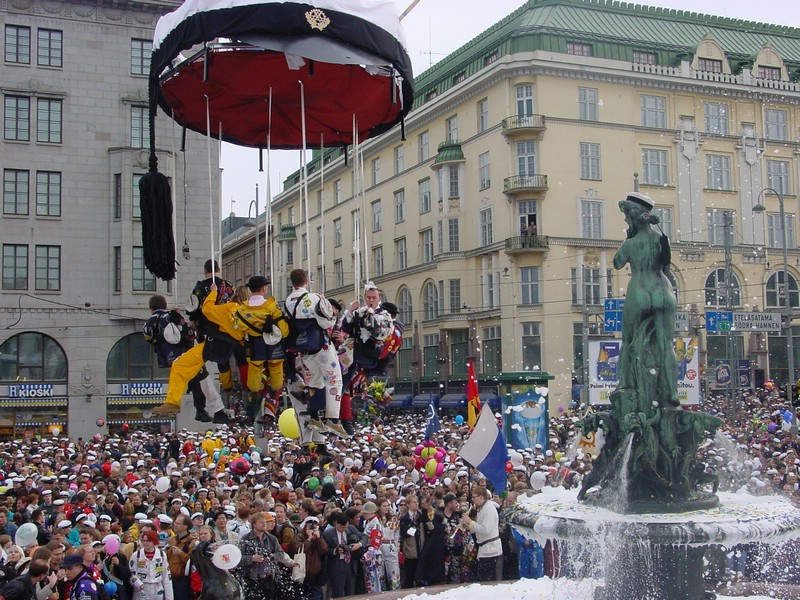
Estudantes da Universidade de Tecnologia de Helsinki (TKK) divertem-se em volta da Havis Amanda durante a celebração do Dia do Trabalho de 2002.

Havis Amanda é uma estátua de nu feminino, que fica exposta em praça pública em Helsinki, capital da Finlândia. Foi esculpida por Ville Vallgren (1855-1940) em 1906, em Paris, e só foi erigida em sua atual localização ("Praça do Mercado") em 1908. Na atualidade é um dos monumentos mais conhecidos da capital finlandesa.
Havis Amanda é um dos trabalhos da fase parisiense de Art Noveau de Vallgren. É feita em bronze e a fonte sobre a qual está assentada é de granito. Ilustra uma sereia que descansa fora d'água, com quatro peixes lançando água aos seus pés e cercada por quatro leões-marinhos. A sereia parece estar se despedindo de seu antigo elemento, a retratar a intenção do escultor em simbolizar o renascimento de Helsinki. A escultura possui 1,94 m, individualmente; com o pedestal atinge 5 metros. De acordo com as cartas de Vallgren, a modelo foi uma garota parisiense de 19 anos, chamada Marcelle Delquini.
Vallgren a chamava simplesmente de Merenneito (em português:  A Sereia), mas posteriormente consagrou-se o atual apelido da obra. 